# Víctor Méndez
Víctor Felipe Méndez Obando, noto semplicemente come Víctor Méndez (Valdivia, 23 settembre 1999), è un calciatore cileno, centrocampista del Kryl'ja Sovetov Samara in prestito dal CSKA Mosca.

## Caratteristiche tecniche
È un centrocampista centrale.

## Carriera

### Club
Prodotto del vivaio dell'Huachipato, nel 2016 è approdato nel settore giovanile dell'Unión Española, con la cui prima squadra ha esordito nel 2017.

### Nazionale
Con la nazionale cilena Under-20 ha preso parte al campionato sudamericano di categoria del 2019.
Nel 2021 ha esordito con la nazionale maggiore cilena.

## Statistiche

### Cronologia presenze e reti in nazionale
| Cronologia completa delle presenze e delle reti in nazionale ― Cile | Cronologia completa delle presenze e delle reti in nazionale ― Cile | Cronologia completa delle presenze e delle reti in nazionale ― Cile | Cronologia completa delle presenze e delle reti in nazionale ― Cile | Cronologia completa delle presenze e delle reti in nazionale ― Cile | Cronologia completa delle presenze e delle reti in nazionale ― Cile | Cronologia completa delle presenze e delle reti in nazionale ― Cile | Cronologia completa delle presenze e delle reti in nazionale ― Cile |
| Data                                                                | Città                                                               | In casa                                                             | Risultato                                                           | Ospiti                                                              | Competizione                                                        | Reti                                                                | Note                                                                |
| ------------------------------------------------------------------- | ------------------------------------------------------------------- | ------------------------------------------------------------------- | ------------------------------------------------------------------- | ------------------------------------------------------------------- | ------------------------------------------------------------------- | ------------------------------------------------------------------- | ------------------------------------------------------------------- |
| 8-12-2021                                                           | Austin                                                              | Messico                                                             | 2 – 2                                                               | Cile                                                                | Amichevole                                                          | -                                                                   | 46’                                                                 |
| 11-12-2021                                                          | Los Angeles                                                         | El Salvador                                                         | 0 – 1                                                               | Cile                                                                | Amichevole                                                          | -                                                                   | 66’                                                                 |
| 10-6-2022                                                           | Kobe                                                                | Cile                                                                | 0 – 2                                                               | Tunisia                                                             | Kirin Cup                                                           | -                                                                   |                                                                     |
| 27-9-2022                                                           | Vienna                                                              | Qatar                                                               | 2 – 2                                                               | Cile                                                                | Amichevole                                                          | -                                                                   | 70’                                                                 |
| 16-11-2022                                                          | Varsavia                                                            | Polonia                                                             | 1 – 0                                                               | Cile                                                                | Amichevole                                                          | -                                                                   | 76’                                                                 |
| 20-11-2022                                                          | Bratislava                                                          | Slovacchia                                                          | 0 – 0                                                               | Cile                                                                | Amichevole                                                          | -                                                                   | 77’                                                                 |
| 27-3-2023                                                           | Santiago del Cile                                                   | Cile                                                                | 3 – 2                                                               | Paraguay                                                            | Amichevole                                                          | -                                                                   | 90+6’                                                               |
| 16-6-2023                                                           | Viña del Mar                                                        | Cile                                                                | 5 – 0                                                               | Rep. Dominicana                                                     | Amichevole                                                          | -                                                                   | 57’                                                                 |
| 20-6-2023                                                           | Santa Cruz de la Sierra                                             | Bolivia                                                             | 0 – 0                                                               | Cile                                                                | Amichevole                                                          | -                                                                   | 77’                                                                 |
| 12-10-2023                                                          | Santiago del Cile                                                   | Cile                                                                | 2 – 0                                                               | Perù                                                                | Qual. Mondiali 2026                                                 | -                                                                   | 80’                                                                 |
| 17-10-2023                                                          | Maturín                                                             | Venezuela                                                           | 3 – 0                                                               | Cile                                                                | Qual. Mondiali 2026                                                 | -                                                                   | 68’                                                                 |
| 16-11-2023                                                          | Santiago del Cile                                                   | Cile                                                                | 0 – 0                                                               | Paraguay                                                            | Qual. Mondiali 2026                                                 | -                                                                   | 61’ 88’                                                             |
| Totale                                                              |                                                                     | Presenze                                                            | 12                                                                  |                                                                     | Reti                                                                | 0                                                                   |                                                                     |

| Cronologia completa delle presenze e delle reti in nazionale ― Cile under 20 | Cronologia completa delle presenze e delle reti in nazionale ― Cile under 20 | Cronologia completa delle presenze e delle reti in nazionale ― Cile under 20 | Cronologia completa delle presenze e delle reti in nazionale ― Cile under 20 | Cronologia completa delle presenze e delle reti in nazionale ― Cile under 20 | Cronologia completa delle presenze e delle reti in nazionale ― Cile under 20 | Cronologia completa delle presenze e delle reti in nazionale ― Cile under 20 | Cronologia completa delle presenze e delle reti in nazionale ― Cile under 20 |
| Data                                                                         | Città                                                                        | In casa                                                                      | Risultato                                                                    | Ospiti                                                                       | Competizione                                                                 | Reti                                                                         | Note                                                                         |
| ---------------------------------------------------------------------------- | ---------------------------------------------------------------------------- | ---------------------------------------------------------------------------- | ---------------------------------------------------------------------------- | ---------------------------------------------------------------------------- | ---------------------------------------------------------------------------- | ---------------------------------------------------------------------------- | ---------------------------------------------------------------------------- |
| 19-1-2019                                                                    | Rancagua                                                                     | Cile under 20                                                                | 1 – 2                                                                        | Venezuela under 20                                                           | Sudamericano Sub-20 2019 - 1º turno                                          | -                                                                            |                                                                              |
| 23-1-2019                                                                    | Rancagua                                                                     | Cile under 20                                                                | 1 – 0                                                                        | Brasile under 20                                                             | Sudamericano Sub-20 2019 - 1º turno                                          | -                                                                            |                                                                              |
| 25-1-2019                                                                    | Rancagua                                                                     | Cile under 20                                                                | 0 – 1                                                                        | Colombia under 20                                                            | Sudamericano Sub-20 2019 - 1º turno                                          | -                                                                            | 42’                                                                          |
| Totale                                                                       |                                                                              | Presenze                                                                     | 3                                                                            |                                                                              | Reti                                                                         | 0                                                                            |                                                                              |

## Palmarès

### Competizioni nazionali
- Coppa di Russia: 1

CSKA Mosca: 2022-2023